# James Ingram
Pour les articles homonymes, voir Ingram.
James Ingram est un chanteur, compositeur et producteur de musique américain, né le 16 février 1952 à Akron (Ohio) et mort le 29 janvier 2019 à Los Angeles (Californie).
Il collabore avec de nombreux artistes au fil de sa carrière dont Quincy Jones, Patti Austin, Michael Jackson, Ray Charles, Michael McDonald, Clive Griffin, Natalie Cole ou encore Kenny Rogers.

## Biographie
Après avoir appris en autodidacte le piano, la guitare, la basse, la batterie et le synthétiseur, James Ingram commence sa carrière musicale en tant que membre du groupe Revelation Funk.
En 1981, il participe à l'album du groupe Zingara, produit et arrangé par Lamont Dozier. La même année, il interprète Just Once et One Hundred Ways et The Dude pour l'album The Dude de Quincy Jones. Son duo avec Patti Austin, Baby, Come to Me, lui permet également de décrocher la première place du Billboard Hot 100.
James Ingram écrit le titre P. Y. T. (Pretty Young Thing), avec Quincy Jones à la composition et à la production, pour l'album Thriller (1982) de Michael Jackson.
En 1983, il chante Yah Mo B There (en) avec Michael McDonald, co-écrit avec Rod Temperton et Quincy Jones, qui en assure la production.
En 1985, il participe à We Are the World avec le supergroupe USA for Africa. Deux ans plus tard, il remporte un Grammy Award pour son interprétation de Somewhere Out There (extraite du film Fievel et le Nouveau Monde) en duo avec Linda Ronstadt.
En 1987, il interprète Better Way sur la bande originale du film Le Flic de Beverly Hills 2.
En 1993, il participe à la Bande-Originale du film Beethoven 2, en interprétant, en duo avec Dolly Parton, le titre The day i fall in love.
Le 29 janvier 2019, James Ingram meurt des suites d’un cancer du cerveau à l’âge de 66 ans.

## Discographie

### Albums studio
- 1983 : It's Your Night (en)
- 1986 : Never Felt So Good (en)
- 1989 : It's Real (en)
- 1993 : Always You (en)
- 2008 : Stand (en)

### Compilations
- 1991 : Greatest Hits: The Power of Great Music
- 1999 : Forever More (Love Songs, Hits & Duets)